# 1955 na música

## Nascimentos
| Data            | Nome                                 | Profissão                                        | Nacionalidade  | Observações | Ref |
| --------------- | ------------------------------------ | ------------------------------------------------ | -------------- | ----------- | --- |
| 4 de Janeiro    | Brian Ray                            | cantor e guitarrista                             | Estados Unidos |             |     |
| 26 de Janeiro   | Edward Lodewijk Van Halen            | guitarrista                                      | Países Baixos  |             |     |
| 4 de Fevereiro  | Takayuki Miyauchi                    | cantor                                           | Japão          |             |     |
| 28 de Fevereiro | Rui Reininho                         | cantor                                           | Portugal       |             |     |
| 10 de Março     | Kid Vinil (Antônio Carlos Senefonte) | radialista e vocalista                           | Brasil         |             |     |
| 11 de Março     | Nina Hagen                           | cantora                                          | Alemanha       |             |     |
| 20 de Março     | Mariya Takeuchi                      | cantora                                          | Japão          |             |     |
| 28 de Março     | Reba McEntire                        | cantora e atriz                                  | Estados Unidos |             |     |
| 31 de Março     | Angus Young                          | guitarrista                                      | Escócia        |             |     |
| 26 de Maio      | Ricardo Feghali                      | vocalista, segundo guitarrista e tecladista      | Brasil         |             |     |
| 27 de Junho     | Isabelle Adjani                      | atriz, cantora e compositora                     | França         |             |     |
| 23 de Julho     | Vital Lima                           | músico e compositor                              | Brasil         |             |     |
| 3 de Setembro   | Steve Jones                          | guitarrista                                      | Reino Unido    |             |     |
| 17 de Setembro  | Marina Lima                          | cantora e compositora                            | Brasil         |             |     |
| 18 de Outubro   | Jean-Marc Savelli                    | pianista francês virtuoso                        | França         |             |     |
| 12 de outubro   | Sérgio Mallandro                     | apresentador,músico, humorista e ator brasileiro | Brasil         |             |     |
| 25 de Outubro   | Matthias Jabs                        | músico                                           | Alemanha       |             |     |
| 24 de Novembro  | Clem Burke                           | Baterista                                        | Estados Unidos |             |     |
| 30 de Novembro  | Billy Idol                           | cantor                                           | Inglaterra     |             |     |
| 15 de Dezembro  | Paul Simonon                         | baixista                                         | Inglaterra     |             |     |
|                 | Mbongheni Ngema                      | cantor                                           | África do Sul  |             |     |

## Mortes
| Data           | Nome                    | Profissão       | Nacionalidade  | Observações | Ref |
| -------------- | ----------------------- | --------------- | -------------- | ----------- | --- |
| 12 de Março    | Charlie Parker          | músico          | Estados Unidos | n. 1920     |     |
| 3 de Maio      | Anibal Augusto Sardinha | músico          | Brasil         | n. 1915     |     |
| 5 de Agosto    | Carmen Miranda          | cantora e atriz | Brasil         | n. 1909     |     |
| 27 de Novembro | Luís de Freitas Branco  | compositor      | Portugal       | n. 1890     |     |